# クロコーチ
『クロコーチ』は、リチャード・ウー（原作）およびコウノコウジ（作画）による日本の漫画、またそれを原作としたテレビドラマ。
数々の未解決事件に対し、1つの仮説を示すことが趣旨である。ジャンルとしては「ダーク・ミステリー」とされる。
日本文芸社の漫画雑誌『週刊漫画ゴラク』で、2012年にまず読切として連載され、後に長編として2018年2月23日発売号まで連載された。2013年10月からはこれを原作とした同タイトルのテレビドラマが放送された。
本作終了後に開始された同作者の漫画『警部補ダイマジン』は本作と同一の世界で数年後を舞台としており、清家などが再登場している。

## あらすじ
神奈川県警捜査第二課に所属する警部補・黒河内圭太。彼は政治家や実業家の醜聞を握って強請を行い、時に彼らの犯罪をもみ消す悪徳警官だった。
県警上層部をして「県警最悪の警察官」と恐れられる黒河内の前に、清廉潔白な若き管理官・清家真吾が現れる。課をまたいだ合同捜査という名目で黒河内に同行する清家は、県警上層部から黒河内内偵の特命を受けていた。法による正義という警察官としての矜持を持つ清家は、しかし眼前で平然と行われる黒河内の犯罪、県警や政治家を巻き込む巨悪の存在に愕然とする。
そんな清家に黒河内は巨悪が絡む未解決事件の解決という自身の壮大な目的を語り、清家は翻弄されるまま、黒河内とともに数々の凶悪事件やその裏に潜む戦後日本の闇と対峙する事となる。

### WEBデザイナー一家殺人事件編
県議の殺人を揉み消した黒河内。その狙いは現職の神奈川県知事・沢渡一成にあった。未解決のWEBデザイナー一家殺人事件や連続女性暴行殺人事件の真犯人が沢渡だと語る黒河内を清家は訝るが、沢渡の放った刺客に黒河内ともども命を狙われ、黒河内は刺客を射殺、更に刺客の正体が自身の部下でもある現職刑事だったことに衝撃を受ける。黒河内は県議を巧みに操って沢渡を失職に追い込むが、一方で沢渡を立件できる有力な証人は次々と首吊り自殺に見せかけて殺されていった。
沢渡に対する決定打が見つからないまま沢渡は先の刑事殺しを密告して黒河内を追い込む。だがそれこそが黒河内の狙いであり、黒河内の盟友・白庄司の証拠偽装によって沢渡は刑事殺しとWEBデザイナー一家殺人事件の容疑者として逮捕された。

### 三億円事件 / 桜吹雪会編
IT界の寵児・綾川の過去の殺人を暴き逮捕した黒河内は取引を持ちかけ、特捜部検事・越後弥太郎の名前を引き出した。沢渡の担当検事でもある越後は、過去の粉飾事件で綾川から賄賂を受け取っていたのだ。黒河内は沢渡を確実に仕留めるべく越後に接触し沢渡の確実な起訴を要請するが、その直後暴力団・赤刃組組員に銃撃され重傷を負ってしまう。事件の背後にいたのは黒河内をもってして都市伝説と噂される警察内秘密結社「桜吹雪会」だった。未解決の「三億円事件」で奪われた金を元手に警察官の闇互助会として設立されたという「桜吹雪会」は、その一方で赤軍テロリストを殲滅せんとする公安幹部の城尾平蔵の思惑も絡み、警察の不祥事隠蔽を主とする暗殺結社に変貌していた。不審死を遂げた父・文吾が捜査していた三億円事件は清家にとっても因縁深い事件であり、清家は桜吹雪会の実態解明を決意する。
その「桜」内部では、創設メンバーの暗殺指令を皮切りに実行部隊が次々と惨殺されていく事件が発生。一連の事件はかつて赤軍テロリストの殲滅を実行した公安直属の殺し屋「桃太郎」の再来を予感させ、公安上層部は震撼する。
公安OBの城尾、「桜」の資金を手中に収めんとする沢渡、清廉を貫きつつも両者の板挟みに苦悩する越後、そして沢渡の抹殺を目的に策謀を巡らせる黒河内の思惑が絡み合い、三億円真犯人の存在も見え隠れする中、事件は「桃太郎」の暴走によって思わぬ展開を見せていく。

### 警察庁長官銃撃事件 / 大人は判ってくれない編
桜吹雪会が絡む連続殺人事件を解決した黒河内と清家だが、公安の監視対象となってしまう。新たに赴任した美人の捜査一課長・緑川もまた公安警察の出身だった。
そんな中匿名通報により白骨死体が発見され、清家は捜査に乗り出す。ロシアンマフィアと判明した白骨は、かつて大規模テロを企てたカルト教団と思わぬ繋がりを持っていた。6年前の主婦連続殺人事件を調査していた黒河内もまた、カルト教団と未解決の「警察庁長官銃撃事件」との関連に行き当たる。日本を震撼させた2つの事件の背景には組織存続をかけた公安警察の深い闇が横たわっており、更にそれらを影で操るテロ請負組織「反日武装戦線 大人は判ってくれない」の存在があった。その構成員、鳥尾恭児によって仕掛けられた二重三重の罠に追い詰められる黒河内だが、公安の若王子警視長に救い出される。長官銃撃事件解明に動く若王子は警察庁長官官房に潜む「大人」のシンパ、通称「モグラ」の存在を明かし、黒河内に協力を要請する。
一方で、清家は父・文吾が長官銃撃事件の調査中に死亡した事を知り、文吾の死に公安警察或いは「大人」が関わっている疑いを濃くしていた。そんな清家のもとに、「大人」が各国に潜伏する赤軍テロリスト達から支援を募り、日本で新たなテロを計画しているという情報が入る。やがて黒河内は、三億円犯人でかつて「桃太郎」の一員だった栗塚の協力もあり「モグラ」の正体を青沼官房審議官と特定するが、そこには「大人」の巧妙な罠が張り巡らされていた。
「大人」の次なるテロの標的、警察内部に潜む「モグラ」の正体、そして父・文吾を殺害した真犯人、すべてが明らかになる時、事件は衝撃的な結末を迎える。

### 照銀事件 / スサノオの桜編
黒河内と清家の活躍により「大人は判ってくれない」によるテロは未然に防がれ、警察庁内に潜む「モグラ」の正体も明らかとなったが、事件の真相は警察上層部により闇へ葬られた。文吾殺害犯の供述も握りつぶされ憤る清家は、警備局警備企画課への栄転の打診を突っぱね辞職をも覚悟するが、未だ逃亡中の鳥尾と決着を付けたい黒河内は清家に協力を要請する。
その頃、日本各地で毒物により十数人が死亡する事件が連続して発生。昭和の怪事件「照銀事件」を再現するかのような事件の黒幕は「スサノオの桜」と呼ばれる秘密結社で、逃亡中の鳥尾はスサノオの桜に匿われ、不本意ながら結社の行う毒物実験に協力していた。そんな鳥尾を追い詰める黒河内は、彼の過去にまつわる公安警察の深い闇を知ることになる。
一方、公安の下部組織「ピンク」に配属された清家はスサノオの桜の捜査に加わることとなり、情報通のボビー海部に接触する。海部曰く、旧帝国陸軍の特務機関をルーツにGHQの謀略部門と結び付いて生まれたのがスサノオの桜であり、その最終目標は日本をアメリカの走狗として位置づける事。照銀事件に始まる一連の毒殺事件も実験を兼ねたアメリカへのパフォーマンスであり、更に日本の戦争参加を視野に憲法改正を画策し、近く大規模テロを起こすという。
警察、自衛隊、政財界まで結社のシンパが潜む中、黒河内と清家はスサノオの桜の全容解明とテロの阻止に奔走する。

### M資金 / 沢渡一成編
スサノオの桜による一連のテロ計画は阻止されたものの、清家は最愛の人を喪った悲劇から立ち直れずにいた。黒河内はそんな清家を叱咤し、立ち直らせる。一方、鳥尾も狂わされた自身の人生に決着をつけるべく決死の行動に出た。
一方、黒河内は新たに赴任した捜査二課長・一色から新米刑事・浅黄由芽を紹介され、彼女とともに国際的詐欺グループの捜査にあたることに。捜査は人身売買、新型ドラッグなど大規模組織犯罪の疑いを濃くさせ、スサノオの桜とも思わぬ繋がりを見せる。そして、スサノオの桜の一員だった警察幹部の転向もあり捜査の手は首領・桜木まで迫り、桜木は海外へ逃亡。そのバックにいたのは黒河内と因縁深い沢渡だった。沢渡は取引で桜木から譲り受けたドラッグを用い、凌辱殺人を再開する。その凶悪性は15年前のそれを遥かに凌ぎ、各地で女性のバラバラ猟奇殺人が続発。姉を強姦殺人で喪ったと涙ながらに語る浅黄に自分を重ねる黒河内は、現在と過去一連の事件を起こした犯人の逮捕という自身の目的を明かし、共闘を持ちかけた。
「戦後日本に生まれた暗黒兵器」と沢渡を危険視する黒河内と清家はその正体を探り始める。本物の沢渡は既に死亡しており、現在の沢渡の正体は某国の破壊工作員の可能性が高いことを知るが、公安の情報網を持ってしてもその正体は皆目見当不明のままであった。そんな沢渡は解散総選挙への出馬を表明、自身の子飼いである警察庁官房審議官の白須や実弾不足の元大物候補たちを懐柔して自らの派閥を形成。その資金源として口にしたのは歴代内閣が秘匿してきたという莫大な簿外資産「M資金」だった。総理大臣就任をも目論む沢渡は周囲の予想に反して大衆の人気を獲得する。一方で、カルト集団「ピュア達磨教」教祖の脱獄を皮切りに各地で爆破テロが続発し日本は恐怖と混乱に包まれていった。
捜査一課の牛井、栗田と連携し沢渡の悪行を暴こうと奔走する黒河内だが、沢渡の魔の手は旧知の白庄司にも及び、また黒河内排除を目論む警察内警察「グレイ」の白雪警視長の追及により窮地に立たされていく。そして、相次ぐ爆破テロを受けた総裁選立候補者の一斉辞退により、ついに沢渡総理誕生という悪夢が現実のものになろうとしていた。
新総理・沢渡の要請を受け神奈川県警本部で一堂に会する浅黄、栗田、牛井、一色、青沼、白須、清家、そして黒河内。蠢く巨悪を前に黒河内が取った最後の決断、そして7人の目撃者たちに迫られる覚悟。悪徳警部補・黒河内と怪物政治家・沢渡の長きに渡る戦いは意外な形で決着を迎えることになる。

## 登場人物

### 主要登場人物
黒河内 圭太（くろこうち けいた）
本作の主人公。県警捜査二課所属の警部補。通称クロコーチ。
捜査で知り得た情報から政治家や実業家を強請って大金をせしめ、時に彼らの犯罪を揉み消す悪徳警官。その情報網は警察上層部や公安、はては裏社会にも及び県警上層部をして「怪物」「県警最悪の警察官」と恐れられている。
清家 真吾（せいけ しんご）
本作の主人公。東大卒のキャリア組として、県警捜査一課管理官として配属された警視。県警本部長から内偵捜査の特命を受け黒河内と同行、その後巻き起こる数々の難事件に立ち向かう事となる。
「清廉潔白」と評されるとおりの強い正義感を持ち、黒河内の不正に強い嫌悪感を覚えている。一方で、高い捜査能力にも関わらず黒河内や巨悪によって引き起こされる状況に振り回されていく。
同作者の次の作品『警部補ダイマジン』にも青年政治家として登場している。
沢渡 一成（さわたり かずなり）
中央政界や警察機構に隠然たる力を持つ大物政治家。
女子高生強姦殺人事件やWEBデザイナー一家殺人事件等数々の未解決事件に関わった疑いがある。また、「桜吹雪会」「大人は判ってくれない」「スサノオの桜」など、戦後日本で発生した未解決事件や秘密結社とも関わりがあり黒河内の宿敵として全編にわたり暗躍する。

### サブレギュラー・各編の重要人物
この節では編を跨いで登場するサブレギュラーか、もしくは登場は一編だけだがその編の重要人物について記載する。

#### 現役警察関係者
白庄司 誠（しらしょうじ まこと）
元鑑識の監察調査官。後に退官し、法医学の客員教授となる。
大ベテランで清廉な人物と知られている一方で、巨悪を倒すためならと黒河内の悪事を黙認している。彼のために証拠捏造すら行うこともあるほか、「スサノオの桜」編では事件に用いられた毒物の解明に貢献するなど、黒河内にとっては数少ない頼もしい協力者の一人。
牛井
県警捜査一課所属の警部補で、牛井班班長。
上司に弱い典型的なヒラ刑事。特に黒河内に弱みを握られている様子はないが他の刑事たち同様彼を恐れている。
「M資金編」では沢渡を追い詰めようとする黒河内に協力し、沢渡の犯罪行為に関し重要な証言を引き出すなど活躍する。
栗田
県警捜査一課所属の巡査部長。
牛井の班に所属しており、行動を共にすることが多い。
「M資金」編では沢渡逮捕を目的に牛井と共に黒河内に協力する。
野中
公安の外事課所属の警視正。
清家の先輩にあたり、彼を目にかけている。城尾平蔵が院政を敷く公安警察の改革を目指しており、彼の創設した「桜吹雪会」壊滅のため黒河内と清家に協力する。続く「警察庁長官銃撃事件」編にも、長官銃撃事件を解明する一派の一人として登場するが終盤で驚くべき素顔が明らかになる。
緑川 綾香
新たに県警捜査一課課長に赴任した女性キャリア。
その正体は警察庁警備局警備企画課（通称チヨダ）出身の公安。清家の上司として公私ともに彼に親しげな態度を見せる一方で、「桜吹雪会」壊滅に貢献し新たに「長官銃撃事件」の事件捜査に関わる清家の動きを警戒するような素振りを見せる。
青沼 昭太
警察庁長官官房審議官。犯罪収益対策・国際・取調べ監督指導・サイバーセキュリティ戦略担当。
「警察庁長官銃撃事件」編でテロ組織「大人は判ってくれない」メンバーの容疑者として登場。5人の官房審議官の中で最も長官職に近いと言われ、その職責に見合う頭脳・威厳がある一方で飄々とした雰囲気も持つ。柔軟な一面もあり、黒河内の悪事を功績を重視して不問に付すように誘導し、また直接黒河内に非合法的な依頼を行う事もあり、黒河内とは協力し合う間柄。
茜屋長官の特命によって清家文吾と共に長官銃撃事件を調査していた経緯から、息子の真吾にも目をかけている。
白須 不二男
警察庁長官官房審議官。警備局担当。「M資金」編において政界へ転じ、衆議院議員となる。
沢渡の書生出身だったことから沢渡には今も頭が上がらず、彼の使いっ走りのようなこともやらされ、一方で沢渡との関係で黒河内からもプレッシャーを掛けられるなど、周りや状況に振り回されることが多い。
茜屋
警察庁長官。
長官銃撃事件の真相を解明のために青沼と文吾に特命を出していた人物。「大人は判ってくれない」が新たに計画していたテロによって暗殺されかかるが、黒河内の活躍によって阻止された。
黒河内を高く評価する青沼に対し、警察組織における危険分子としてその排除を画策している。
黄金崎
「長官銃撃事件」編から新たに赴任してきた県警捜査ニ課長。後に国際テロリズム対策課に異動。
黒河内の監視、排除を目的として送り込まれた公安警察の一員だが、「大人は判ってくれない」の実態解明に動く黒河内を罠にかけ逮捕させたものの釈放された後は部下の紅林共々黒河内に脅される羽目になる。
志摩
公安警察の下部組織「ピンク」の課長。
奇抜な見た目だが、個性の強いピンクの人員を束ねる優秀な人物。職務に熱心だが公安内におけるピンクの立場の低さに思い悩む一面も持つ。
浅黄 由芽
県警捜査二課に所属する巡査部長。
黒河内の新たな部下として配属された。赴任したばかりという事もあり黒河内の事を知らないなど新人らしい言動が目立つが、麻薬の臭いを嗅ぎ分けたり大の男を柔術で制圧するなど優秀さも覗かせる。
姉を強姦殺人で喪った過去を持ち、男性加害者には厳しい態度を取ることが多い。

#### 警察OB・警察関係者
城尾 平蔵（しろお へいぞう）
首都綜合警備保障顧問。警察庁警備局長を務めたこともある警察の大物OB。「桜吹雪会」では会長を務める。
現役時代は公安捜査官の極左潜入や「桜吹雪会」を隠れ蓑にした国際テロリストの暗殺など公安警察の暗部に深い関わりを持っていた事から「ミスター公安」の異名を持ち、引退した現在も公安警察に絶大な影響力を及ぼしている人物。一方で、内部刷新を目指す若手からはその存在を疎まれてもいた。
直接的な登場は「三億円事件」編のみだが、沢渡の国政進出の仕掛け人であったり、後のテロリスト・鳥尾恭児誕生のきっかけとなるなど作中登場する事件の数々の元凶となっている。
加賀 一季（かが かずとし）
首都綜合警備保障社長。元警察庁警備局公安課（通称チヨダ、表向きは警視庁公安部外事第二課出向）。「桜吹雪会」では幹部の座に就いている。
桃太郎・高橋英男の忠実な弟子として「桜吹雪会」を実質的に掌握し、かつての部下ですら容赦なく切り捨てる非常に冷酷な性格。「長官銃撃事件」編ではかつて長官狙撃事件で捜査に辺り、容疑者のロシアンマフィアを拷問の末殺害し、警察を追われた過去を持っていたことが明らかになる。

#### 犯罪者
" 桃太郎 "
温厚な印象の中年男性だが、その正体はかつて極秘にヴェトナム戦争に従事した元自衛隊員であり、また暗号名「ピーチトム（桃太郎）」として公安の極秘作戦に参加して赤軍テロリストらを殲滅した凄腕の暗殺者。清家に「三億円事件」の犯人と疑われる中、「桜吹雪会」の会員たちを凄惨な方法で次々と殺害していく。
鳥尾 恭児（とりお きょうじ）
テロ組織「大人は判ってくれない」の主要メンバー。新興宗教「きんきら教」幹部という顔も持ち、また公安のSとの疑いも濃い怪人物。
細身の男で、屋外では常に日傘を指すのが特徴的な人物。「囁く男」の異名通り、言葉巧みに人心を操作して殺人や自殺などを行わせ、黒河内らの捜査を妨害していく。
" モグラ "
警察庁長官官房に潜むとされる「大人は判ってくれない」のメンバーの通称。地元では神童と呼ばれた存在だがテロを金儲けの手段として捉え、高校時代に参謀役として「大人」に参加、その後数々のテロを計画していったとされる。
桜木 立憲
歯科医師及び著名な植物学者として知られる人物だが、その正体は「スサノオの桜」の首領で、周囲からは御前と呼ばれ畏れられている。
戦争参加を視野にした憲法9条改正という祖父以来の念願を果たそうと画策し、数々の大量殺人事件、テロ計画を指揮している。政財界に人脈が広く、沢渡とも密接なつながりを持つ老獪な人物。

#### 政界
酒井 進三郎
経済政策「サケノミクス」を掲げる内閣総理大臣。「スサノオの事件」編で秘書の一人がテロ事件に関わっていた事を受け、辞任した。
奈良 雄次郎
野党議員。
黒河内に強請られる政治家のひとりではあるが、父・雄之助が残した膨大な調査資料に関する資料と引き換えに対立候補の醜聞を得るなど黒河内とは協力関係にある。

#### 故人
清家 文吾（せいけ ぶんご）
清家真吾の父。警視庁捜査一課の刑事。
清廉潔白かつ刑事としての優れた資質を持ち、派出所勤務から警視庁捜査一課に大抜擢を受け、「長官銃撃事件」解明の特命を受けるなどノンキャリアながらその捜査能力は高く評価されていた。物語の6年前に不審死を遂げている。
奈良 雄之助
野党の元国会議員。奈良雄次郎の父親。
様々な迷宮入り事件や陰謀論を独自に調査し時にそれらを国会で暴露することから「国会の爆弾男」との異名を持っていた人物。後にその調査資料は黒河内の重要な情報源となる。
沢渡を秘書として雇っていたが、城尾の暗躍により与党推薦の対立候補として沢渡が立候補し、落選。引退を余儀なくされた。

#### その他
高宮 健太
元赤刃組構成員。
親友の綾川のために銀行強盗を行い長らく服役していた。出所後黒河内によって綾川の本性を知らされ、「桜吹雪会」が関係する事件を経て以降は影ながら黒河内や清家を補佐・警護する優秀な協力者として行動する。
恩人や契りを交わした相手には忠義を尽くす任侠を体現した人物で、同性愛者という一面も持つ。
栗塚
警察OB代表の「桜吹雪会」幹部。
その正体は「三億円事件」真犯人の桐谷英人。存在を隠匿したい警察幹部により赤軍テロリストの殲滅に従事させられ、任務終了後は公安部に勤務していた。自身を戦地に追いやった城尾ら「桜吹雪会」創設者への復讐を思い描き、高橋を操り実行させた「桜吹雪会」関連事件の元凶ともいえる人物だが、黒河内には時効を理由に見逃され、以降は黒河内の協力者として登場する。

## 用語
桜吹雪会
現役・OB問わず警察関係者が組織する警察内秘密結社。その活動は殉職や退職を余儀なくされた警察官へ見舞金を支給する「闇互助会」としての役割や警察の不祥事隠蔽など多岐にわたる。
「三億円事件」で奪われた金を元手に城尾平蔵が当時の捜査関係者を抱き込んで設立した組織であり、薄給の警察官を支援するという非合法ながら崇高な当初の目的とは裏腹に、赤軍テロリストの殲滅を目指す城尾の思惑によるマネーロンダリングや公安子飼いの殺し屋「桃太郎」の存在によって、暗殺も厭わない冷酷非道な結社に変貌していった。
大人はわかってくれない
70年代の極左勢力による赤軍テロが盛んだった時代に存在していたという伝説的なテロ組織。周到なテロを計画し他のテロリストに売り出す、いわばテロのコンサルタント組織と言える存在。
公安のS（スパイ）となって学生テロ組織に加わった鳥尾恭児が創設したもので、名称はフランス映画「大人は判ってくれない」に由来する（鳥尾の名も監督のフランソワ・トリュフォーに由来）。
スサノオの桜
大戦直後に旧帝国陸軍とGHQの謀略機関がルーツとなり設立された秘密結社。警察、マスコミ、政財界等に様々な業界にシンパを持つ。
かつてアメリカへ技術力をパフォーマンスする目的で「照銀事件」を起こし、現代でも日本の戦争参加を視野に入れ様々な凶悪テロを引き起こす。

## 書誌情報
- リチャード・ウー（原作）・コウノコウジ（作画） 『クロコーチ』 日本文芸社〈ニチブンコミックス〉、全23巻
  1. 2013年10月7日発売[4]、ISBN 978-4-537-13081-2
  2. 2013年10月7日発売[4]、ISBN 978-4-537-13082-9
  3. 2013年12月6日発売、ISBN 978-4-537-13108-6
  4. 2014年4月9日発売、ISBN 978-4-537-13151-2
  5. 2014年6月28日発売、ISBN 978-4-537-13178-9
  6. 2014年8月29日発売、ISBN 978-4-537-13194-9
  7. 2014年11月19日発売、ISBN 978-4-537-13221-2
  8. 2015年2月19日発売、ISBN 978-4-537-13261-8
  9. 2015年5月18日発売、ISBN 978-4-537-13287-8
  10. 2015年7月18日発売、ISBN 978-4-537-13313-4
  11. 2015年10月19日発売、ISBN 978-4-537-13353-0
  12. 2015年12月19日発売、ISBN 978-4-537-13381-3
  13. 2016年3月23日発売、ISBN 978-4-537-13421-6
  14. 2016年5月28日発売、ISBN 978-4-537-13445-2
  15. 2016年7月29日発売、ISBN 978-4-537-13464-3
  16. 2016年10月19日発売、ISBN 978-4-537-13497-1
  17. 2016年12月28日発売、ISBN 978-4-537-13527-5
  18. 2017年3月29日発売、ISBN 978-4-537-13564-0
  19. 2017年6月29日発売、ISBN 978-4-537-13597-8
  20. 2017年6月19日発売、ISBN 978-4-537-13626-5
  21. 2017年12月29日発売、ISBN 978-4-537-13672-2
  22. 2018年3月29日発売、ISBN 978-4-537-13715-6
  23. 2018年6月29日発売、ISBN 978-4-537-13765-1

## テレビドラマ
2013年10月11日から12月13日まで毎週金曜日22:00 - 22:54に、TBS系の「金曜ドラマ」枠で放送された。主演は長瀬智也。
キャッチコピーは「三億円事件、完結。」。
系列局のない秋田県では本放送から3か月後の2014年1月5日から1月27日まで秋田放送（ABS）で月曜 - 水曜の15:55 - 16:50（初回は日曜12:00 - 13:20）に放送された。

### あらすじ（テレビドラマ版）
神奈川県警に所属する黒河内圭太は、とある男に女性を撲殺した状態の部屋に呼び出される。刑事のはずの黒河内は、余裕の表情でその男の証拠隠滅作業に取り掛かる。
そして、「これだけのコトさせといて、タダってわけにはいかないでしょー」と。
刑事とはいえ、自身の冨（ワイロ）あり、強請りあり、実力行使ありの、手段を選ばない極悪刑事であるクロコーチ（黒河内）。彼は、警察の闇の奥に存在する巨大なる「ある組織」の解明と追求のため、そして、日本中を震撼させた、昭和43年の「三億円事件」の真相にたどりつくため、極悪ながらも信念を背負って闇と対峙する。未解決事件で終了したこの事件の三億円の在り処はどこなのか。そして、クロコーチはなぜそれに執念を燃やすのか。
「誰が善で、誰が悪か。」
善と悪、罪と罰、正義と偽善。あらゆるしがらみが取り巻く闇への挑戦が始まった。

### 登場人物（テレビドラマ版）

#### 神奈川県警察

##### 主要人物
黒河内 圭太（くろこうち けいた）
演 - 長瀬智也
刑事部捜査第二課黒河内班班長。警部補。「せーいかーい!」が口癖。愛車はアストンマーティン・ラピード。捜査のためなら手段を選ばず、犯行隠蔽・収賄など平気で行い、「県警の闇」と言われる。三億円事件に強い執着心を燃やす。
清家 真代（せいけ ましろ）
演 - 剛力彩芽
刑事部捜査第一課布袋班。警部補。東京大学法学部出身の女性キャリア。普段はゆったりした喋り方をしているが、捜査となるときびきびとした口調へと変わる。10年分もの膨大な事件内容を覚えており、黒河内が裏で行っている犯行を言い当てるなど記憶力・推理力に優れている。神奈川県警に出向中。

##### 刑事部捜査第一課
布袋 善治郎（ほてい ぜんじろう）
演 - 長谷川朝晴
布袋班班長。警部補。
磯村 哲也（いそむら てつや）
演 - 川村陽介
布袋班。巡査部長。
坪倉 太一（つぼくら たいち）
演 - 遠藤要
布袋班。巡査部長。
嶋 光男（しま みつお）
演 - 金子賢
五島 要（ごとう かなめ）
演 - 東幹久
管理官。警視。
上記二名は実は沢渡の部下で情報をつかんだ黒河内と清家を殺害するため七福神のお面を被り侵入してくるも、逆に黒河内に二人纏めて射殺され遺体は山に埋められた。黒河内の隠ぺいにより表面上は沢渡が殺害したことになっている。
牛井 孟（うしい はじめ）
演 - 小市慢太郎
課長。警視。

##### 警察組織
澤 眞智子（さわ まちこ）
演 - 香椎由宇
科学捜査研究所。法医学研究員。
香椎は第2子妊娠のため、第3話で降板し、以降代役として後述の芦名星演じる斑目八重子が登場する。
斑目 八重子（まだらめ やえこ）
演 - 芦名星
科学捜査研究所。物理研究員。
降板した香椎に代わり、第4話より登場。
龍井 秀樹（たつい ひでき）
演 - 伊藤正之
神奈川県警察本部刑事部捜査第二課課長。警視。黒河内の上司。
薬師寺 誠（やくしじ まこと）
演 - 大地康雄
神奈川県警察本部警務部監察官室監察官。警視。
柿崎 清彦（かきざき きよひこ）
演 - 利重剛
神奈川県警察本部刑事部部長。警視正。
堂島 則行（どうじま のりゆき）
演 - 風間杜夫
本部長。警視監。堀の父親。
駒野（こまの）
演 - 小林勝也
監察医。

#### 警視庁
高橋 秀男
演 - 森本レオ
警視庁公安部総務課庶務係嘱託。警察を定年退職した後、警視庁公安部に再雇用される。

#### 政治家
郷田 文吾（ごうだ ぶんご）
演 - 石丸謙二郎
神奈川県県会議員。沢渡の元秘書。
橋本 俊治（はしもと としはる）
演 - 小木茂光
神奈川県県会議員。沢渡の元秘書。
畑山 肇（はたけやま はじめ）
演 - 中丸新将
衆議院議員。
田宮 弘（たみや ひろし）
演 - 池田政典
衆議院議員→現神奈川県知事。沢渡が県知事選出馬辞退後、立候補し当選。
伊地知 伝助（いじち でんすけ）
演 - 名高達男
民自党所属の衆議院議員。警察庁出身者で柿崎の元上司。
沢渡 一成（さわたり かずなり）
演 - 渡部篤郎
前神奈川県知事。警察庁出身者。

#### 桜吹雪会
警察関係者などが犯した犯罪や、警察の権力を失墜させる事案に対して、秘密裏に闇に葬り、表立った事件にならないよう処理する、現職警察官、警察官退職者を中心に結成された組織。三億円事件が発端となり結成される。

##### 創設者
遠藤 剛史（えんどう たけし）
演 - 山本學（45年前：東根作寿英）
元警視庁刑事部捜査第一課警視。現在は遠藤司法研究所所長。
山路 武治（やまじ たけはる）
演 - （45年前：木下政治）
元警視庁刑事部捜査第一課警視。
金井 道夫（かない みちお）
演 - （45年前：神農直隆）
元警視庁刑事部捜査第一課警部。
城尾 平蔵（しろお へいぞう）
演 - 花王おさむ（45年前：眞島秀和）
元警察庁警備部公安第二課警部。首都綜合警備保障創設者で沢渡の元上司。事件発生当時、3億円事件の犯人についての情報を全て取り仕切っていた。

##### 会員
加賀 広樹（かが ひろき）
演 - 戸次重幸
首都綜合警備保障社長。
拘置所係官
演 - いしだ壱成
横浜拘置支所刑務官で沢渡担当。沢渡から先生と呼ばれる。
井手 聡子
演 - 白羽ゆり
首都綜合警備保障受付。
杉 隆太郎（すぎ りゅうたろう）〈没28〉
演 - 阿部亮平
元兵庫県警察第二機動隊特殊急襲部隊狙撃手で、元首都綜合警備保障警備員。SATが使用するレミントンM40狙撃ライフルで真代を狙撃した実行犯。
遠藤がビルから飛び降りた事件の死因について疑問に思ったことを追求し過ぎてしまい、全身の28か所の骨折及び12か所の関節を外された状態で殺害され、無残な遺体として見つかる。
園田 雅巳
演 - 松原正隆
神奈川県警察山手北警察署地域課。黒河内の命を狙う。

##### 沢渡の事件関係者
葉月 トモ（はづき トモ）
演 - 奥田恵梨華
ジャーナリスト。8年前に自宅への放火による火災に巻き込まれ、一酸化炭素中毒で死亡する。
清家 真次（せいけ しんじ）
演 - （45年前：内倉憲二）
警視庁立川警察署上松町派出所地域課巡査 → 警視庁警部補。真代の父親。三億円事件を捜査している中で強盗に刺され殉職。
赤松 里奈（あかまつ りな）〈没22〉
演 - Ray
郷田の愛人。桜木町ホステス殺人事件被害者。
遠山 宗司〈没38〉
演 - 菊池敏弘
ウェブデザイナーを生業とし、沢渡からホームページ作成の依頼を受ける。他人の機密メールを覗く趣味があり、警察に逮捕された過去がある。
8年前、妻・秩佳子（演：金子路代）、娘・京子（演：飯田杏実）と共に何者かに銃殺される。
金本 真美〈没16〉
演 - 佳苗るか
当時高校生。何者かに殺害された後に裸体のままゴミ処理場に遺棄された。
堀（ほり）〈27〉
演 - 渡部豪太
本名は堂島武で堀という名は偽名。堂島則行の息子。郷田文吾、橋本俊治一家首吊り自殺や各地で起きた不審な首吊り自殺事案に関わる人物。
頭部から足のつま先まで全身の体毛を剃り、金髪のかつらを着用し、警察官のコスプレ姿で街や事件現場近くを徘徊している目撃情報が多数上がる。
偽名の由来は警察（ポリス）をもじって堀っス、という発言から。
浅沼 兼次（あさぬま けんじ）〈没32〉
演 - 矢柴俊博
伊地知の公設秘書。伊地知伝助後援会事務所が入るビルの屋上から転落して死亡。政治資金規正法違反の嫌疑を掛けられ、自分に被せられた汚名をそそぐために、伊地知を告発する準備を進めていた。
浅沼 兼男（あさぬま かねお）
演 - 志賀廣太郎
兼次の父親。警察がたいした捜査もせず、息子の転落死を早々に自殺と断定したことに不信感を抱く。

##### 赤刃組
広域指定暴力団組織・赤刃組は10年前に持株会社・吹雪ホールディングスの傘下に入り、90%の組織母体は民間企業へ移行、しかしその裏では警察組織が速やかに事件を収束させないといけない案件に対して、暴力団構成員が身代わり出頭していた。
赤羽 甚五郎（あかば じんごろう）
演 - 品川徹
初代組長。警察組織に迎合する組の方針に異議を唱えたことで組を追われ、その後命の危険に晒される。
青松 英二
演 - 波岡一喜
現組長。
佐野 満
演 - 尾関伸嗣
構成員。黒河内を銃撃した犯人だと警察に出頭するが、彼とは面識がなく単なる人違いで襲ってしまったと証言する。
町田 育夫
演 - 阿部翔平
ホームヘルパーあかね訪問介護員。元構成員で赤羽の担当ヘルパー。

##### 三億円事件
澤村 英人（さわむら ひでと）
演 - 小出恵介
通称：少年S。元防衛大学校学生で事件当時、父親は現職警察官。
富田 ジョージ（とみた ジョージ）
演 - ディウフ・モクタール
カミナリ族の立川グループメンバー。アメリカ人と日本人のハーフ。

#### 越後の事件関係者
綾川 眞之輔（あやかわ しんのすけ）
演 - 加藤虎ノ介
IT企業「テンライク」会長。総理大臣が私的諮問機関として招集。10年前に自身が起こした粉飾決算を越後に揉み消してもらい、その見返りに5000万円を渡す。
高宮 健太（たかみや けんた）
演 - 須田邦裕
元赤刃組構成員。綾川とは幼馴染で同じ児童養護施設の出身。金に困っていた綾川を助けるためにパチンコ店現金輸送車を襲い、10年間小田原刑務所に服役する。
灰谷 竜次（はいたに りゅうじ）〈没36〉
演 - 隈部洋平
フリージャーナリスト。2013年11月14日、鷹無山の山中で白骨遺体として発見される。生前は綾川を強請り、現金を脅し取ろうとしていた。

#### その他の人物
恬恬（てんてん）
演 - 河北麻友子
黒河内が住んでいる部屋の管理人。
越後 弥太郎（えちご やたろう）
演 - 板尾創路
東京地方検察庁特別捜査部 → 横浜地方検察庁刑事部長。沢渡の取り調べを担当。10年前に起こした横領事件を黒河内に知られ、沢渡の情報を取ってくるよう脅される。
小野 聡
演 - 井上肇
横浜地方検察庁検事正。越後の上司。

### スタッフ
- 原作 - リチャード・ウー ／ コウノコウジ『クロコーチ』（日本文芸社）
- 脚本 - いずみ吉紘
- 音楽 - 出羽良彰、羽深由理
- 演出 - 渡瀬暁彦、山本剛義、平川雄一朗、大澤祐樹、岡本伸吾、武藤淳
- 主題歌 - TOKIO「ホントんとこ」（ジェイ・ストーム）[13]
- 演出協力 - 平川雄一朗
- 構成協力 - 田中眞一
- 演出補 - 八木一介、小牧桜、西岡衣舞、佐藤郁
- 音楽プロデュース - 志田博英
- 音楽コーディネート - 溝口大悟、久世烈
- CG - 中村淳、稲生諭、井田久美子、大竹麻莉子
- スタントコーディネーター - 田渕景也、大道寺俊典
- アクション - 匠馬敏郎、角田明彦、渡辺大貴、梶聡志
- ガンエフェクト - 納富貴久男
- 全捜査アドバイザー - 五頭田ケン
- リーガルアドバイザー - 落合洋司
- 法務関係監修 - 坂本敏夫
- 編成 - 渡辺信也、辻有一
- プロデュース - 中井良彦、石丸彰彦
- 協力プロデューサー - 武藤淳
- AP - 川口舞
- 製作著作 - TBS

### 放送日程
| 各話                                                      | 放送日   | サブタイトル                                                                 | 演出       | 視聴率 |
| --------------------------------------------------------- | -------- | ---------------------------------------------------------------------------- | ---------- | ------ |
| 第1話                                                     | 10月11日 | 三億円事件〜昭和最後の謎!! 45年前の完全犯罪に悪徳刑事が挑む…犯人は生きていた | 渡瀬暁彦   | 12.0%  |
| 第2話                                                     | 10月18日 | ニセ警官の決着!                                                              | 山本剛義   | 11.2%  |
| 第3話                                                     | 10月25日 | 三億円犯人の顔                                                               | 平川雄一朗 | 09.2%  |
| 第4話                                                     | 11月01日 | ニセ警官の逃避行                                                             | 大澤祐樹   | 09.1%  |
| 第5話                                                     | 11月08日 | 警察の真実暴露!                                                              | 渡瀬暁彦   | 07.2%  |
| 第6話                                                     | 11月15日 | 少年Sは、お前だ                                                              | 岡本伸吾   | 08.8%  |
| 第7話                                                     | 11月22日 | 燃える三億円!                                                                | 山本剛義   | 09.1%  |
| 第8話                                                     | 11月29日 | 三億円現れる!                                                                | 渡瀬暁彦   | 09.9%  |
| 第9話                                                     | 12月06日 | 三億円事件全真相                                                             | 武藤淳     | 08.0%  |
| 最終話                                                    | 12月13日 | 完結〜三億円燃ゆ                                                             | 渡瀬暁彦   | 10.5%  |
| 平均視聴率 9.6%（視聴率は関東地区・ビデオリサーチ社調べ） |          |                                                                              |            |        |

### 特記
通常ドラマのエンディングに流れるテロップは『このドラマはフィクションです』だが、当ドラマは実在の未解決事件を扱っていることから『このドラマは一つの仮説である』となっている。

### 関連商品
| TBS系 金曜ドラマ                             | TBS系 金曜ドラマ                       | TBS系 金曜ドラマ                       |
| 前番組                                       | 番組名                                 | 次番組                                 |
| -------------------------------------------- | -------------------------------------- | -------------------------------------- |
| なるようになるさ。 （2013.7.12 - 2013.9.20） | クロコーチ （2013.10.11 - 2013.12.13） | 夜のせんせい （2014.1.17 - 2014.3.21） |